# Pseudobagrus crassilabris
Pseudobagrus crassilabris es una especie de pez actinopeterigio de agua dulce, de la familia de los bágridos.

## Morfología
Con el cuerpo típico de los bagres y una longitud máxima descrita de 23,5 cm, aunque parece que la longitud máxima normal es de 15,2 cm. En la aleta dorsal tienen 2 espinas y siete radios blandos, mientras que en la aleta anal tiene de 15 a 17 radios blandos.

## Distribución y hábitat
Se distribuye por ríos y lagos de China en el este de Asia. Son peces de agua dulce subtropical, de hábitat tipo demersal que prefieren un rango de temperaturas entre los 15 °C y 25 °C.